# Tintwistle
Tintwistle – wieś w Anglii, w hrabstwie Derbyshire, w dystrykcie High Peak. Leży 70 km na północny zachód od miasta Derby i 252 km na północny zachód od Londynu. W 2001 miejscowość liczyła 1401 mieszkańców.